# Орлов, Николай Иванович (офицер ВСЮР)
Николай Иванович Орлов (около 1892, Симферополь — декабрь 1920, Таврическая губерния) — русский офицер, участник Первой мировой войны, Георгиевский кавалер. Участник Гражданской войны на юге России на стороне Белого движения, капитан ВСЮР, известен поднятым в январе 1920 года мятежом в тылу ВСЮР в Крыму.

## Биография
Родился в Симферополе, дата рождения точно не известна, но по достоверным сведениям В. В. Альмендингера около 1892 года. Дом Орловых стоял на улице Толстого. Учился в Симферопольской мужской казённой гимназии, спортсмен, был исключён за плохое поведение и поступил в частную гимназию Волошенко, откуда выпустился в 1912 году. Поступил в Варшавский ветеринарный институт, который не окончил. Участник Первой мировой войны в рядах 60-го пехотного Замосцкого полка, был произведён в офицеры, в 1917 году штабс-капитан. Георгиевский кавалер, награждён золотым оружием.
Во время Гражданской войны в России один из руководителей белого антибольшевистского сопротивления в Крыму в 1917—1919 годах.
Уже зимой 1917 приступил в формированию офицерских рот в подчинении Штаба Крымских войск. Отряд Орлова был послан в Ялту для прекращения грабежей матросов и люмпенов. 9 (22) января 1918 года на рейд Ялты подошёл эсминец «Гаджибей», начались упорные бои, с применением артиллерии и гидроавиации, по городу с кораблей было выпущено около 700 снарядов. 11 (24) января 1918 года на помощь «Гаджибею» подошли эсминцы «Керчь» и «Фидониси». В конце концов нападавшие, преимущественно матросы эсминцев «Керчь», «Гаджибей» и транспорта «Прут», взяли Ялту. Офицерская рота и «эскадронцы» рассеялись, Орлов с группой офицеров скрылся в горах. Во времена красного террора он изредка нелегально появлялся в Симферополе.
Летом 1918 года Орлов во время немецкой оккупации председатель Общества взаимопомощи офицеров в Симферополе. С ноября 1918 года формировал 1-й Симферопольский офицерский батальон, во главе которого в январе 1919 года подавил большевистское восстание в каменоломнях в районе Евпатории, в дальнейшем командовал 1-м батальоном Симферопольского офицерского полка, входившего в состав 4-й пехотной дивизии, участвовал в боевых действиях зимой-весной 1919 года в Северной Таврии, далее отступал на Перекоп, Юшунь и до Ак-Манайских позиций (апрель 1919). После наступления белых в июле убыл с фронта у Каховки вызвавшись добровольцем в армию Колчака, указанная группа (т. н. Сибирский батальон) долго ожидала отправки в разных гарнизонах в тылах ВСЮР, в Таганроге, Новороссийске, но в Сибирь так и не попала.
Человек физически развитый, с большой силой, известный личной храбростью и при этом самолюбивый, Н. И. Орлов пользовался авторитетом в офицерской среде. Он не был удовлетворён своим местом в иерархии чинов Белого движения. Вторую половину 1919 года он провёл в тылу, где стал свидетелем фактического разложения штабов ВСЮР: пьянства, казнокрадства и спекуляций. К концу 1919 года Орлов оказался в Симферополе, где вокруг него сформировался кружок недовольных младших офицеров.

## Мятеж особого отряда

### Предыстория
В последних числах декабря 1919 года Орлов получил предложение от нового заведующего корпусным тылом светлейшего князя капитана 2 ранга С. Г. Романовского, герцога Лейхтенбергского сформировать особый отряд защиты Крыма. Он приступил к формированию отряда (в некоторых источниках добровольческого полка) по оценкам Я. А. Слащёва численностью около 500 человек, причём уже во время формирования ходили слухи о его ненадёжности.

### Захват Симферополя и городов Южного берега Крыма
После приказа остро нуждавшегося в резервах командира Крымского корпуса генерал-майора Я. А. Слащева-Крымского выступить на фронт против многократно превосходивших сил красных, он в ночь с 21 на 22 января 1920 года (по старому стилю) захватил власть в Симферополе и объявил себя самозванным начальником гарнизона. Кроме захвата телеграфа и выпуска ряда воззваний к офицерству, солдатам и даже к «рабочим и крестьянам» им были арестованы начальники гарнизона и контрразведки, губернатор Н. А. Татищев, а также оказавшиеся проездом на вокзале Симферополя генерал-майоры В. Ф. Субботин (после освобождения подал в отставку) и В. В. Чернавин, которые возвращались из штаба Слащёва в Джанкое по делам снабжения. При этом он ссылался якобы на приказы Слащёва, на что лица, только что приехавшие из штаба самого Слащёва горячо возражали. Штаб Орлова разместился в гостинице «Европейской». Врангель утверждал также, что к Орлову присоединились уклоняющиеся от мобилизации крымские татары. Слащёв выдвинул ультиматум, который Орлов не принял, но в целом обмен телеграммами шёл пока относительно мягко на уровне устранения самоуправства. Слащёв также сообщал свои телеграммы газетчикам, рассчитывая переманить на свою сторону крымского обывателя. Против Орлова был выслан из Севастополя импровизированный отряд генерал-лейтенанта В. З. Май-Маевского, одновременно от Джанкоя грузился эшелон под командой самого Слащёва. Симферопольский гарнизон до этого примкнувший к Орлову отказался идти в бой, кавалерийская часть также уклонилась. Орлов с отрядом уже всего в 200—300 человек (по Оболенскому) или 150 (по Слащёву) вечером 22 января отступил из Симферополя и после стоянки в Саблах, когда силы Слащёва и мятежники не решились на бой, выдвинулся на южный берег Крыма, занял Алушту, а на следующий день без особого сопротивления Ялту, где между делом реквизировал кассу местного отделения Государственного банка. Всех в армии и в тылу возмущала бездарно проведённая Одесская эвакуация. Орлов выпустил воззвание о признании «нашим молодым вождем» П. Н. Врангеля вместо теряющего авторитет А. И. Деникина, причём Врангель который не занимал тогда должностей, от подрыва командования решительно отказался, о чём в телеграмме оповестил Орлова. Все это время между Орловым и герцогом Лейхтенбергским с одной стороны и Слащевым и Шиллингом с другой продолжались переговоры, завершившиеся в итоге перемирием и помилованием при непременном условии отправки на фронт.

### Оставление позиций и разгром
Слащёв простил мятежного капитана и тот поступил в его подчинение с обязательством выступить наконец на фронт в район села Воинка. Но вскоре после прибытия на позиции орловцы получили приказ Слащёва о расформировании и о явке Орлова в штаб генерала с отчётом по финансовой части, который отряд не выполнил, введённый в заблуждение Орловым и выступил 3 марта в сторону Симферополя. За отрядом Орлова была отправлена погоня, которая настигла и разгромила его в районе станции Сарабуз. Орлов с малой частью людей ушёл в горы, где скрывался, пользуясь поддержкой крымских татар, вплоть до занятия Крыма РККА в ноябре 1920 года, в это же время там находились красно-зелёные партизаны Крымской повстанческой армии, которые его в свои ряды однако не приняли, соблюдая вооружённый нейтралитет. После повторного мятежа Слащёв судил 16 пленных офицеров-орловцев и немедленно расстрелял их в Джанкое, невзирая при этом на старые заслуги. В декабре 1920 года Орлов явился в Симферополь в штаб 4-й армии РККА с предложением сформировать отряд по борьбе с бандитизмом, был немедленно арестован и расстрелян без суда в штабе ЧОН 4-й армии (четвёртого формирования)  вместе с братом Борисом.

Участники событий
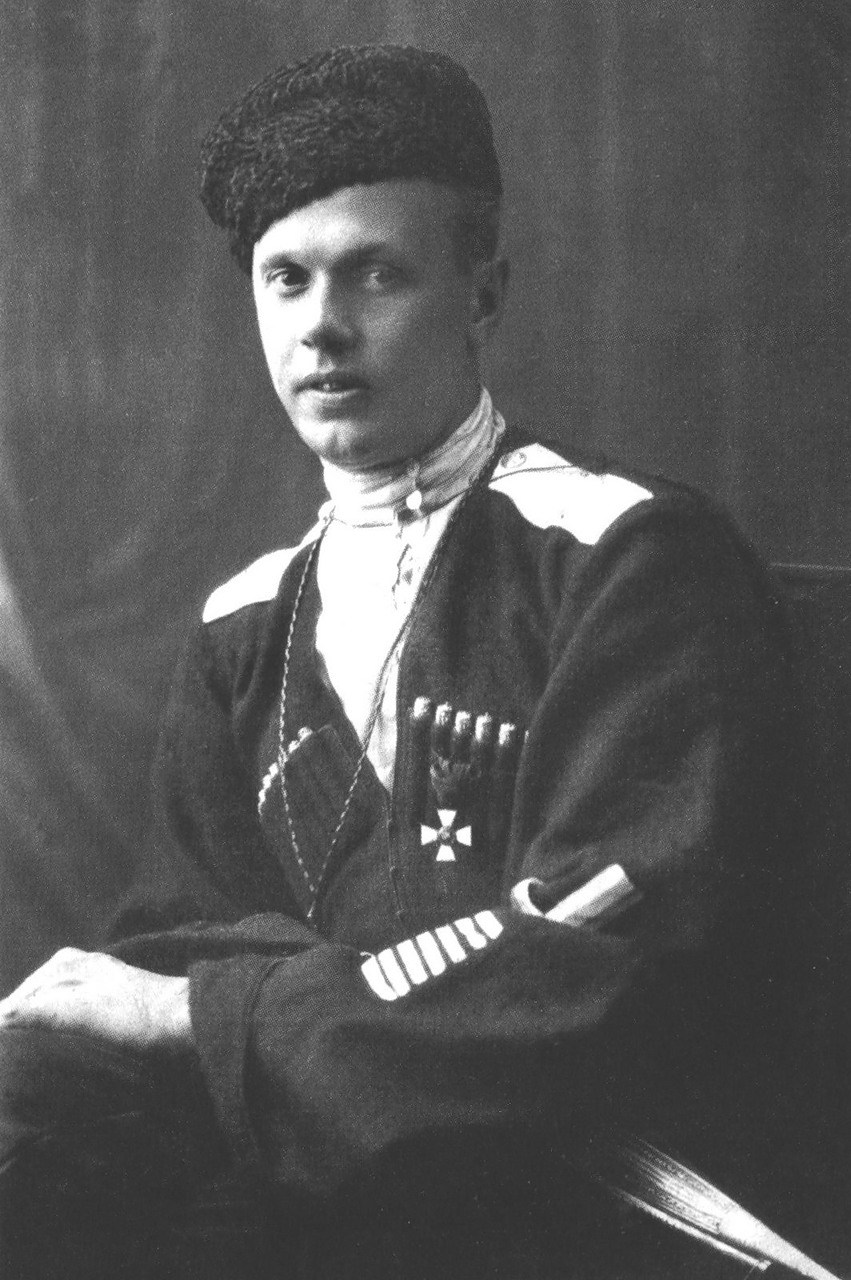
Генерал-майор Слащёв Яков Александрович, командующий Крымского корпуса, оставил мемуары
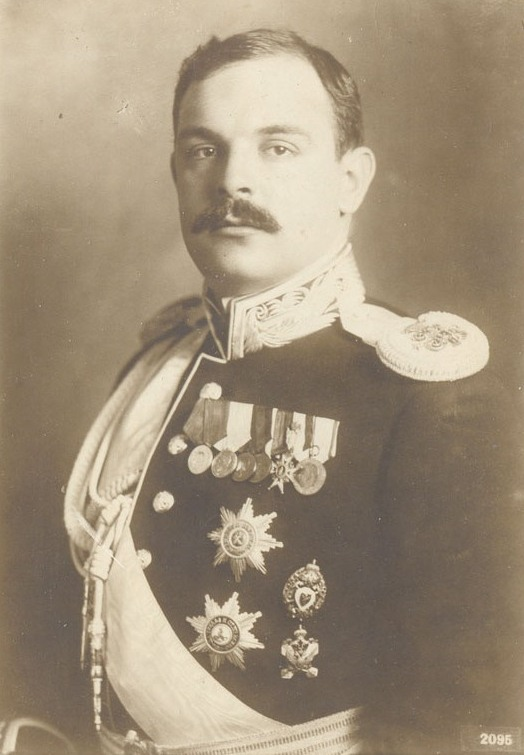
Капитан 2 ранга Романовский Сергей Георгиевич, офицер связи Крымского корпуса, оставил мемуары
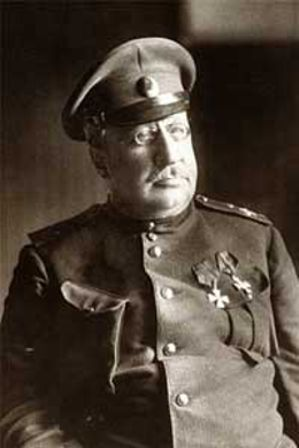
Генерал-лейтенант Май-Маевский Владимир Зенонович, на момент событий в резерве ВСЮР
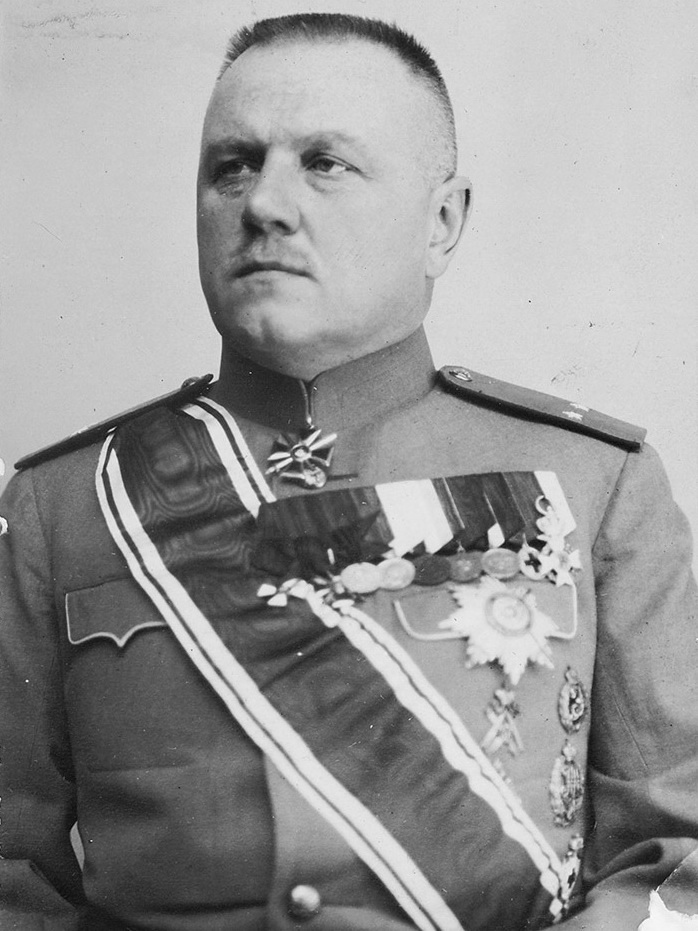
Генерал-лейтенант Шиллинг, Николай Николаевич командующий войсками Новороссии, начальник Одесской эвакуации
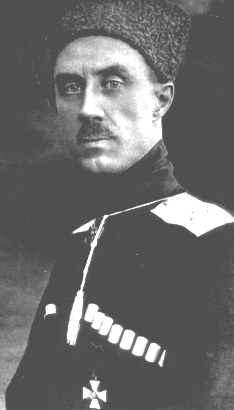
Генерал-лейтенант Врангель, Пётр Николаевич, на момент событий в отставке из-за нарушения субординации, оставил мемуары
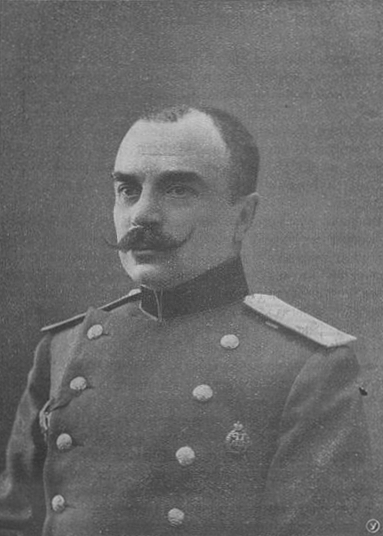
Генерал-лейтенант Макаренко Александр Сергеевич начальник следственной комиссии по делу, оставил отчёт
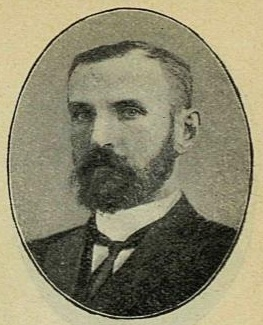
Князь Оболенский, Владимир Андреевич, председатель Земской управы Таврической губернии, оставил мемуары